# Bitwa pod Hrubieszowem
Bitwa pod Hrubieszowem – walki stoczone w dniach 13–14 sierpnia 1920 roku przez 3 DP Leg pod dowództwem gen. L. Berbeckiego z oddziałami sowieckiej 12 Armii oraz w dniach 20 sierpnia–6 września 1920 roku przez 4 pułk piechoty Legionów z oddziałami 24 Dywizji Strzelców i 1 Armii Konnej.

## Bitwa

### Walki 13–14 sierpnia
W toku przygotowań do kontrofensywy znad Wieprza 3 DP Leg. otrzymała rozkaz opanowania do świtu 13 sierpnia rejonu Hrubieszowa, a następnie we współdziałaniu z 7 DP, odrzucenia Rosjan za Bug. 13 sierpnia o świcie 8 i 9 pp Leg. uderzyły na Hrubieszów od południowego zachodu, a 7 pp Leg. i 23 pp od zachodu. Po walkach pod Lipowcem i Masłomęczem ok. 16 opanowano miasto. 14 sierpnia dywizja odparła trzy silne ataki oddziałów 7 i 25 DS oraz Baszkirskiej Brygady Kawalerii. Przeciwnik stracił ok. 1000 zabitych, dużą liczbę rannych i ok. 200 jeńców. Wieczorem 3 DP Leg. została zluzowana przez III batalion 4 pułku Strzelców Podhalańskich oraz walczącą po stronie polskiej Brygadę Kozaków Dońskich pod dowództwem W. Jakowlewa. 3 DP Leg. odeszła na Chełm, do rejonu koncentracji przed kontrofensywą znad Wieprza. Nocą 14/15 sierpnia kawaleria sowiecka uderzyła na Hrubieszów. Jednocześnie doszło w mieście do wystąpień ludności żydowskiej przeciw Polakom. Batalion podhalański poniósł wysokie straty. Utracił całą broń maszynową i wycofał się w nieładzie do Nieledwi. Zagrożona ze skrzydeł Brygada Jakowlewa wycofała się na Mołodiatycze.

### Walki 20 sierpnia – 6 września

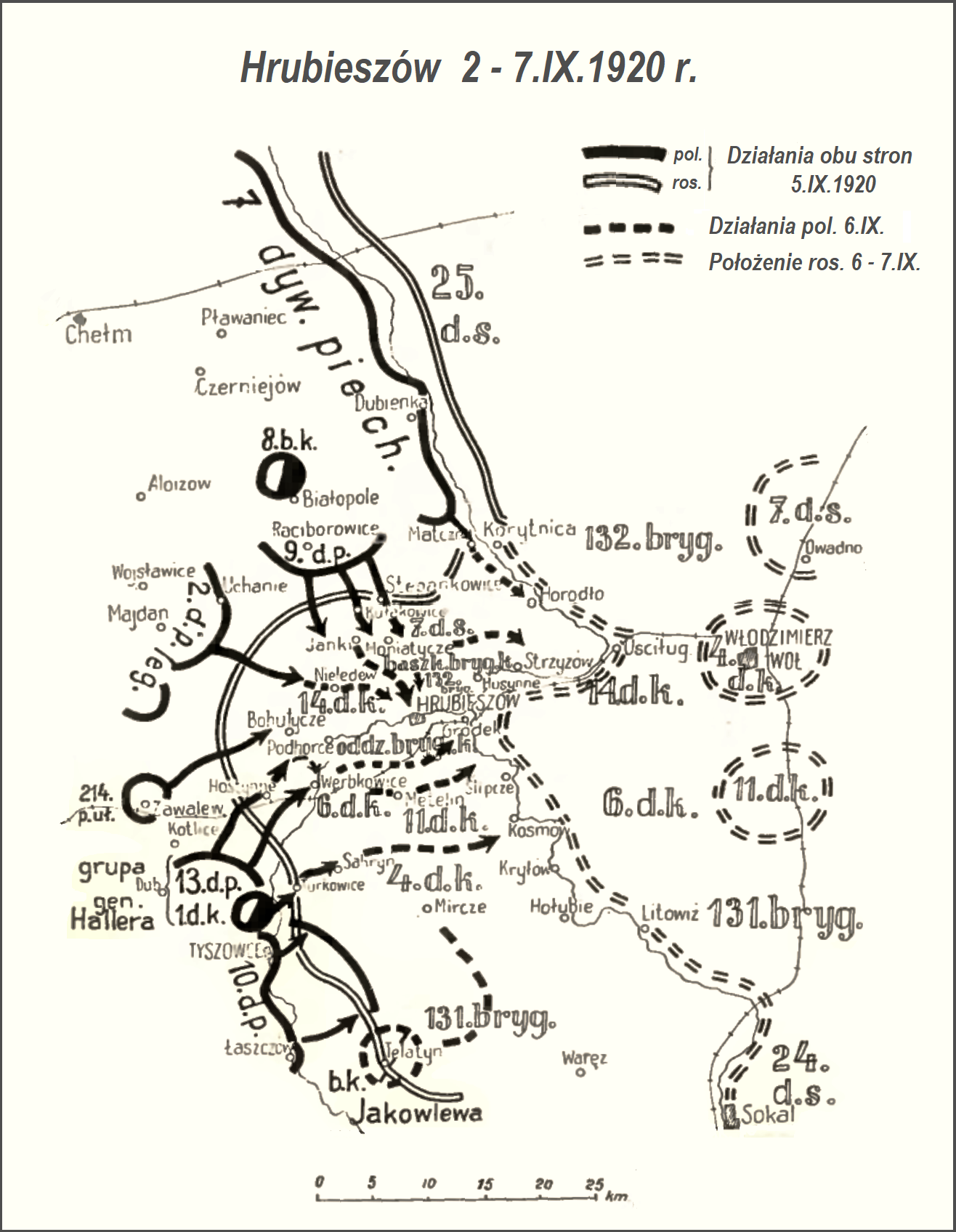
Otton Laskowski (red.)
Encyklopedja wojskowa, T. 3

Od 20 sierpnia do 6 września 1920 roku walki 4 pp Leg. z oddziałami 24 DS i 1 Armii Konnej. Dowództwo polskiej 3 Armii 17 sierpnia wydało rozkaz wyparcia oddziałów sowieckich z rejonu Hrubieszowa. Natarcie zamierzano przeprowadzić siłami 2 DP Leg., którą postępy polskiej ofensywy znad Wieprza „zwolniły” z obowiązku dozorowania środkowej Wisły, oraz lewym skrzydłem 7 DP broniącej Chełma i linii Bugu na południe od Hrubieszowa. Jednak 2 DP Leg. dopiero koncentrowała się w rejonie Dęblina, a 7 DP musiała użyć gros sił do utrzymania swojego odcinka frontu. W związku z zagrożeniem Zamościa przez 1 Armię Konną, do rejonu Hrubieszowa skierowano początkowo tylko 4 pp Leg. Od 20 sierpnia Hrubieszów kilkakrotnie przechodził z rąk do rąk. Odbity przez II i III batalion 4 pp Leg. mjr. Floriana Smykala, został następnego dnia opanowany przez rosyjską 24 DS. 24 sierpnia czwartacy ponownie zdobyli miasto i w dniach 28–29 sierpnia odpierali natarcia przeciwnika.
Wieczorem 29 sierpnia pułk otrzymał rozkaz odwrotu na linię Nieledew – Janki – Kułakowice, na północny zachód od Hrubieszowa; linię tę obsadzono nocą z 29/30 sierpnia, ale już 1 września nakazano czwartakom zdobycie Hrubieszowa uderzeniem od północnego zachodu. Wykonując to zadanie, pułk wpadł pod Hrubieszowem na główne siły 1 Armii Konnej Siemiona Budionnego (4, 11 i 14 DK), które po przegranych bitwach pod Zamościem i Komarowem przerwały słabą zaporę, utworzoną przez nadmiernie rozproszone oddziały 2 DPLeg., i uchodziły na wschód. Gdy 4 pp Leg. rozpoczął 1 września natarcie na Hrubieszów i związał się walką z załogą miasta, na jego tyły uderzyła kawaleria Budionnego. Szeroko rozrzucone tyraliery nie mogły odeprzeć szarży jazdy. Pułk poniósł wielkie straty. Grupy piechurów, skupione wokół oficerów, broniły się bagnetami i granatami ręcznymi. Od zupełnej klęski 4 pp Leg. uratował I batalion 24 pp, który pojawił się na polu bitwy z pomocą i zepchnął oddziały kawalerii, zagradzające czwartakom drogę odwrotu. Następnie, wraz z niedobitkami 4 pp Leg., dołączył do głównych sił 24 pp. Po odrzuceniu kilku szarż kawalerii 24 pp wycofał się w kierunku Ubrodowic. W bitwie pod Hrubieszowem 1 września 4 pp Leg. stracił 60% stanu osobowego i musiał być zluzowany do Zamościa w celu uzupełnienia i reorganizacji. Na front wrócił w drugiej połowie września.
W początkach września Naczelne Dowództwo WP podjęło próbę rozbicia 1 Armii Konnej koncentrującej się w rejonie Hrubieszowa. Do koncentrycznego uderzenia na miasto skierowano od północy przez Kułakowice 9 DP, od zachodu przez Nieledew 2 DP Leg., od południowego zachodu przez Hostynne 13 DP i 1 DJ. Rozpoczęte 5 września natarcie nie dało rezultatu, bowiem Budionny trafnie przewidział zamiary Polaków i wycofał armię do rejonu Włodzimierza Wołyńskiego. 1 Armia Konna wykrwawiona i wyniszczona dotychczasowymi walkami, nie stanowiła już wielkiego zagrożenia dla polskiego frontu. 6 września Hrubieszów wyzwoliły oddziały 2 DP Leg. i 9 DP.
Walki żołnierzy polskich pod Hrubieszowem zostały upamiętnione na Grobie Nieznanego Żołnierza w Warszawie, napisem na jednej z tablic w II RP i po 1990 r. – „KOMARÓW – HRUBIESZÓW 30 VIII – 1 IX 1920”.